# Егіда

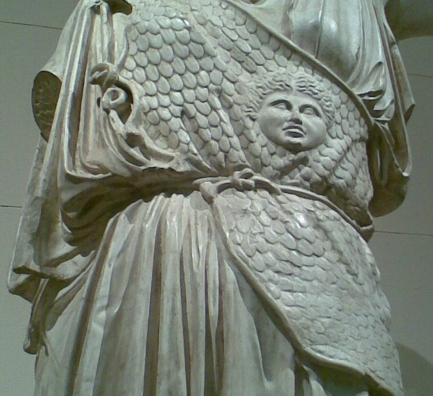
Афіна Лемнія, фрагмент: егіда з головою Медузи Горгони

Егі́да, Егіс (грец. Αιγίδα; лат. Aegis — «козяча шкура») — щит як атрибут Зевса, Афіни, рідше Аполлона. У Давньому Єгипті аналогом був усех.
Переносно егіда — захист, заступництво (звідси вислів «бути під егідою»).
Егіду для Зевса виготовив Гефест. Коли розгніваний Зевс потрясав своїм щитом, то це була ознака бурі або стихійного лиха. Егіда Зевса була також символом його заступницької зверхності над богами й людьми.

## Егіда Афіни
Афіна іноді користувалась егідою батька. Післягомерівські перекази пов'язують егіду зі шкурою кози Амальтеї. Під час боротьби з титанами Зевс натягнув на щит шкуру своєї годувальниці і прикріпив до нього голову Медузи. За іншою версією, егіда — народжений землею демон, що викидав полум'я й пустошив багато країн. Афіна вбила його, з шкури страховища зробила щит. Згодом егіда пов'язується з Афіною і стає невід'ємним атрибутом богині — щитом або обладунком зі зміями та головою горгони Медузи. В епосі вона «блискуча» або «темна», «нездоланна», «така, що наганяє страх». Імовірно, що егіда — результат обожнювання стародавніми греками грізних явищ природи, символ грозової хмари.

## Галерея

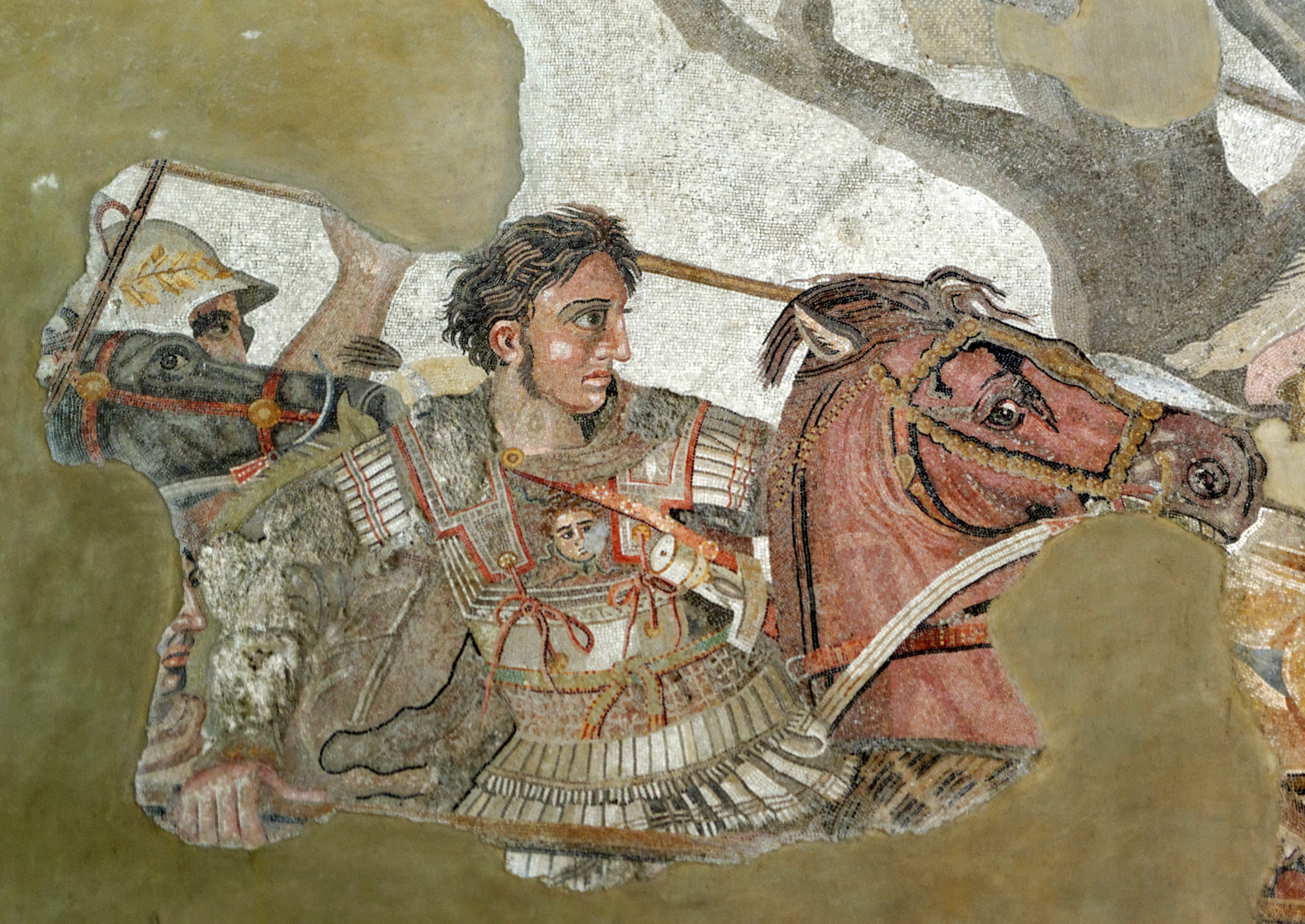
Олександр Великий в егісі
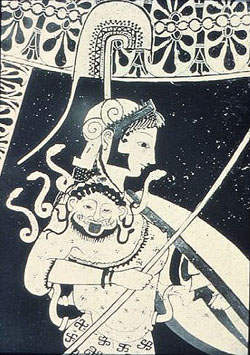
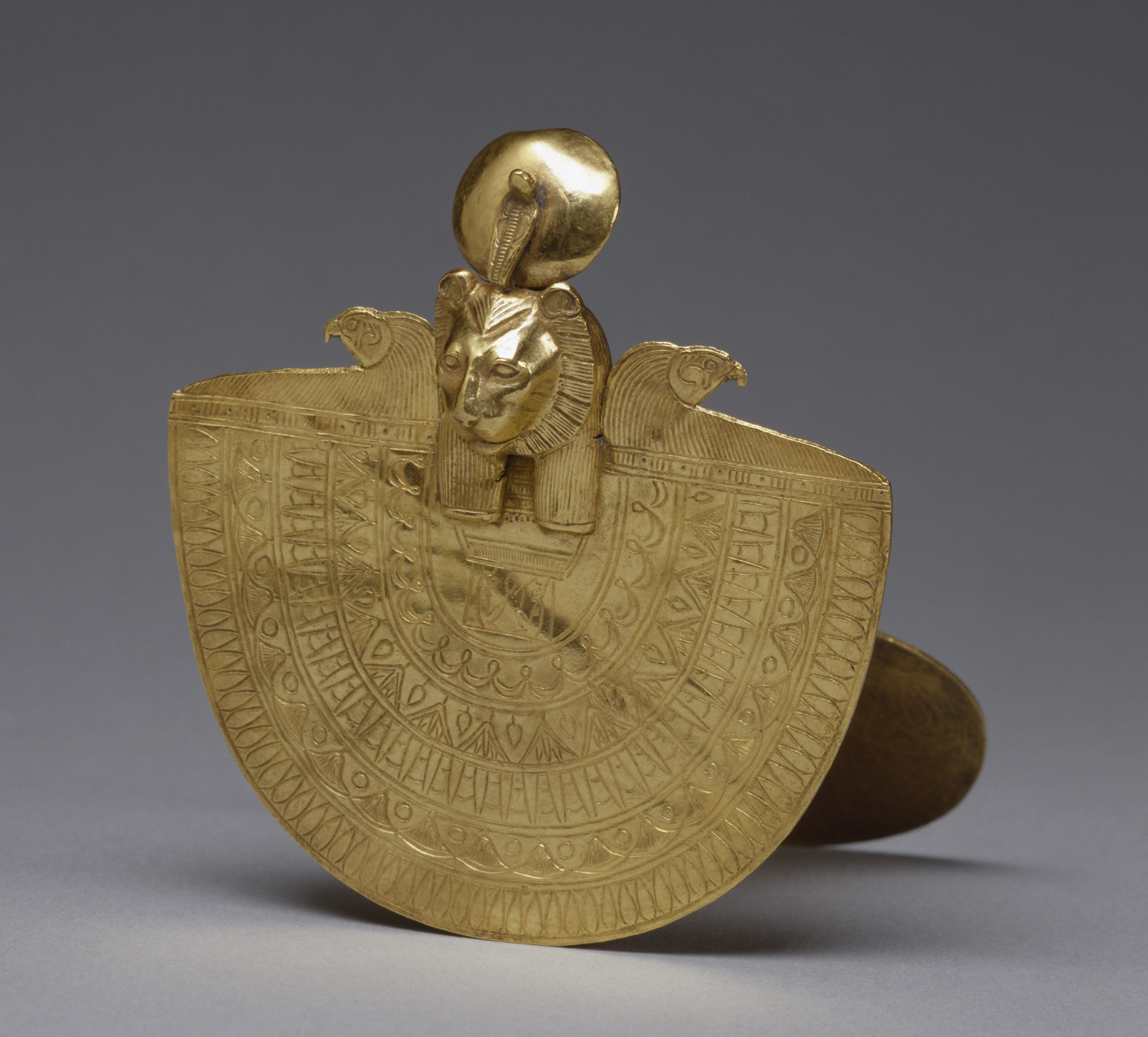
Єгипетський егіс з головою богині Сехмет (бл. 900-750 до н.е.)
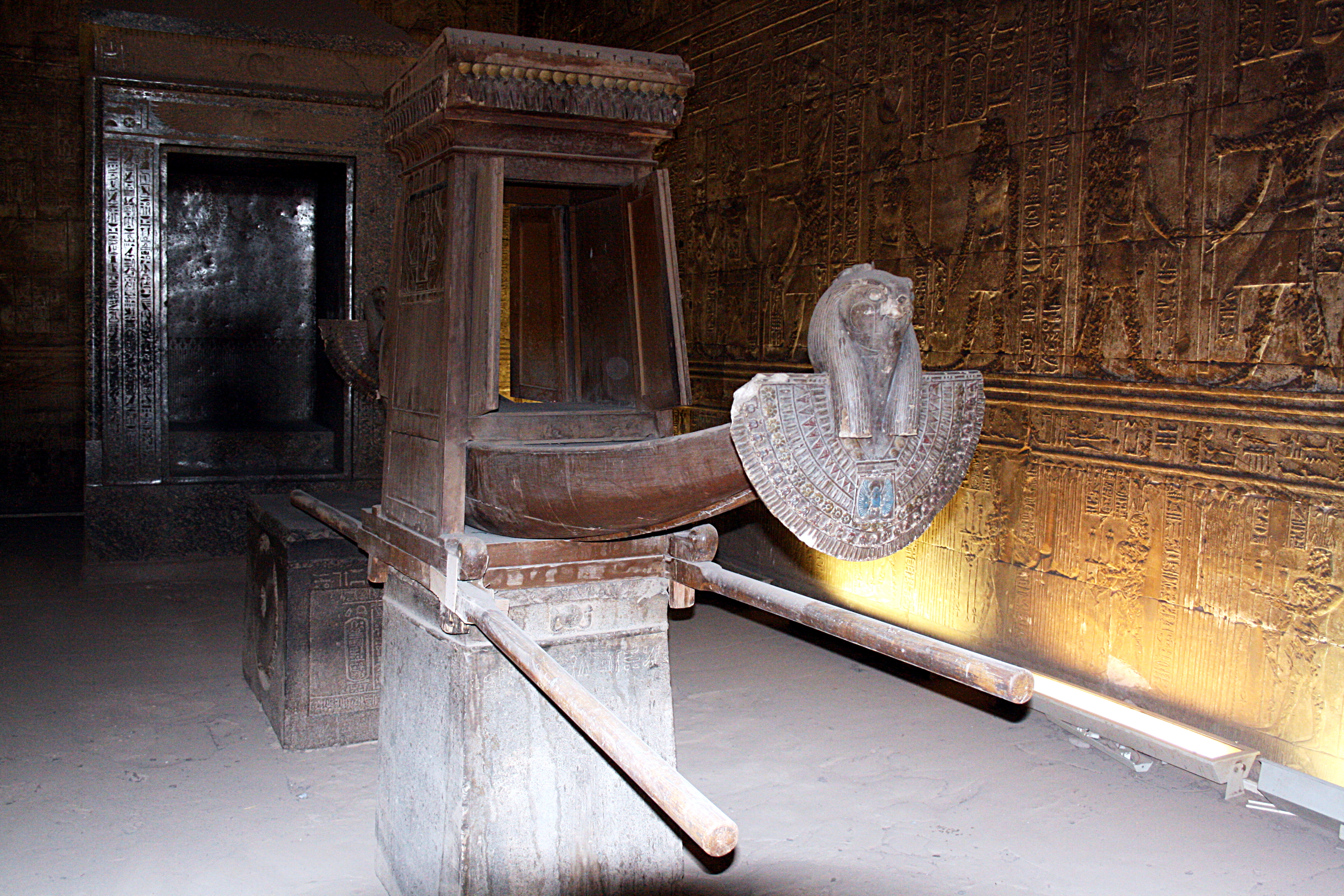
Човен з егісом у храмі Едфу
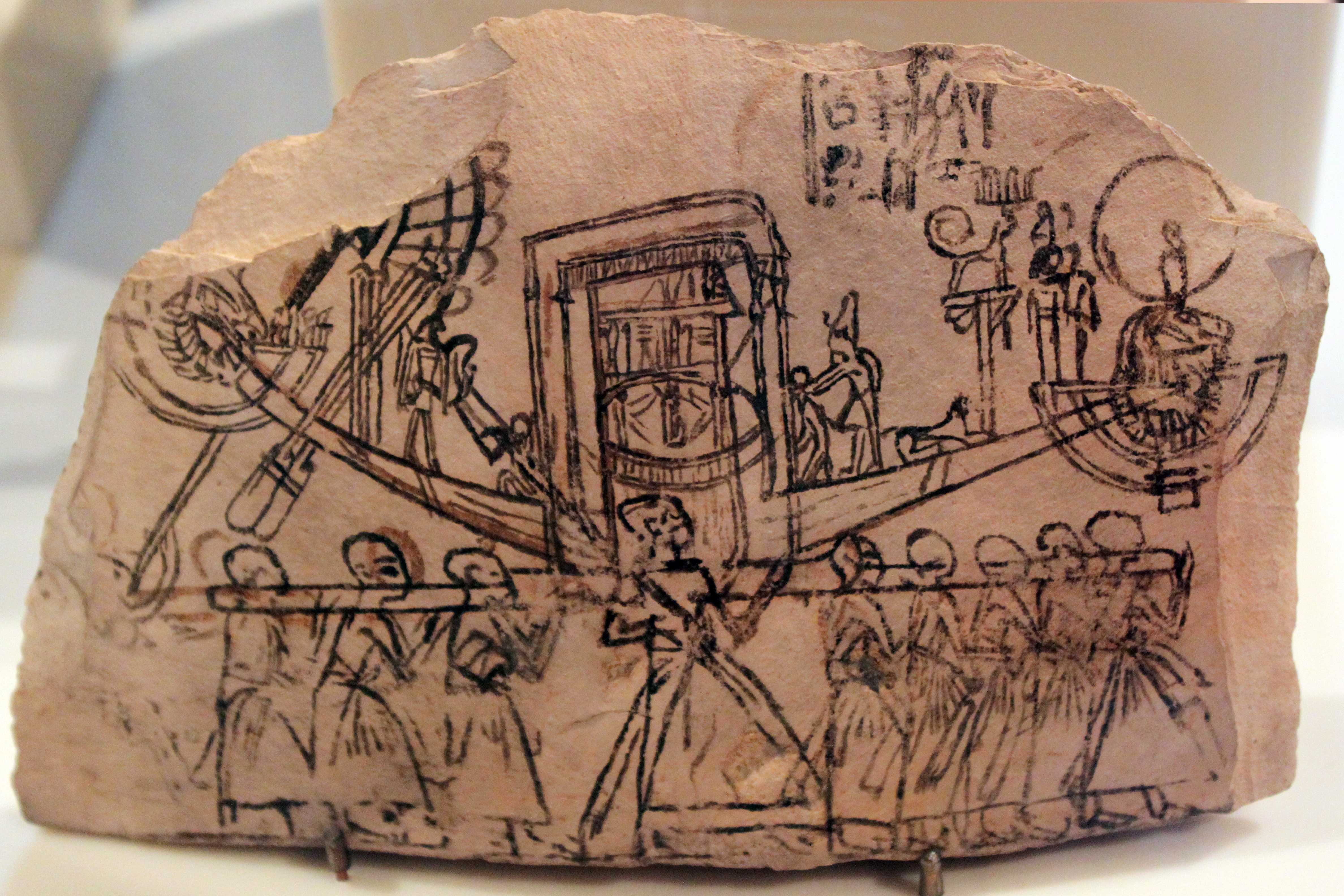
Остракон із зображенням човна та егісами на його штевнях. XIX династія (бл. 1192-1186 до н. е.). Новий музей Берліна
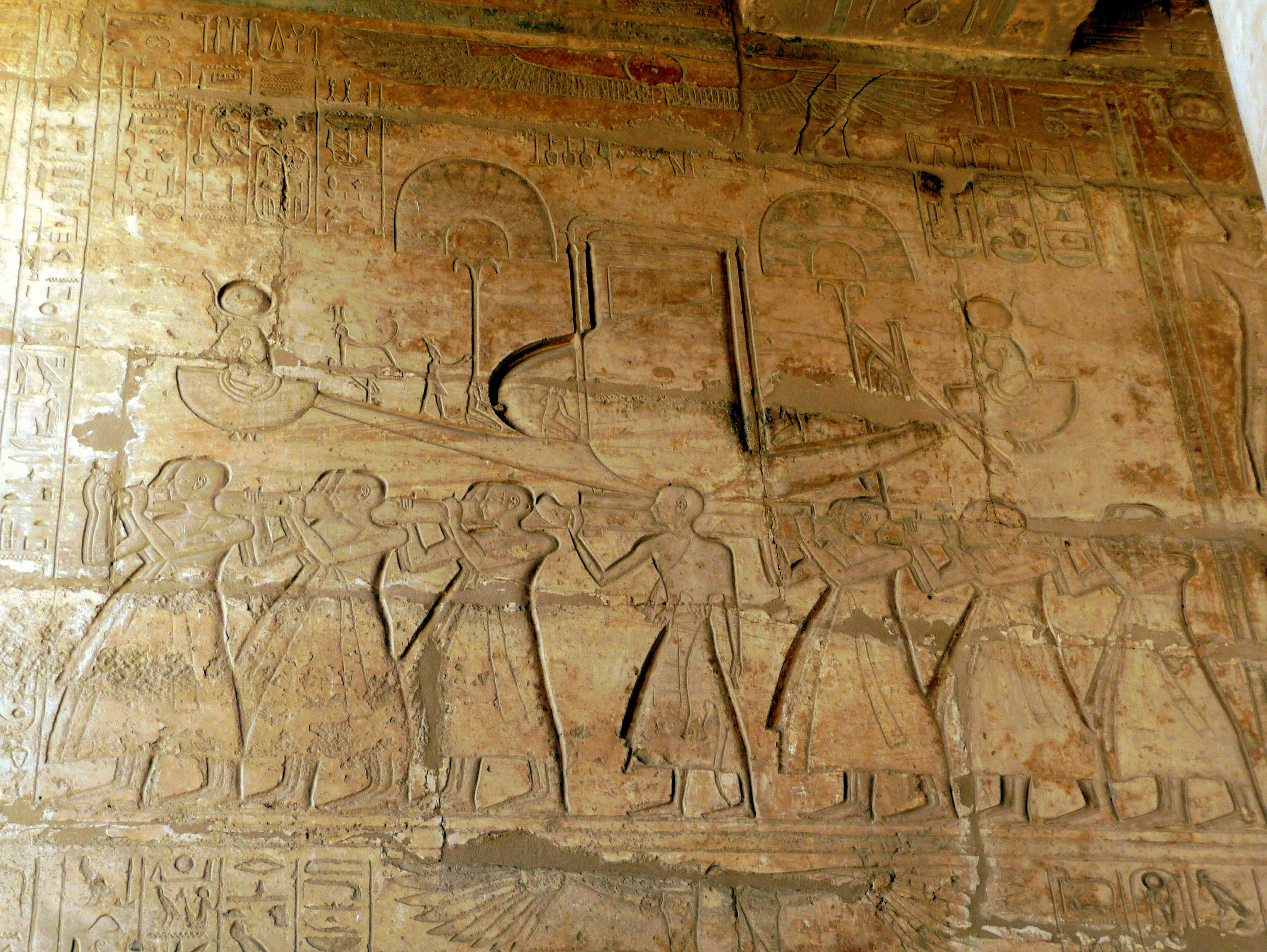
Астрономічний зал Рамессеума, Фіви. Жерці несуть барку з егісами
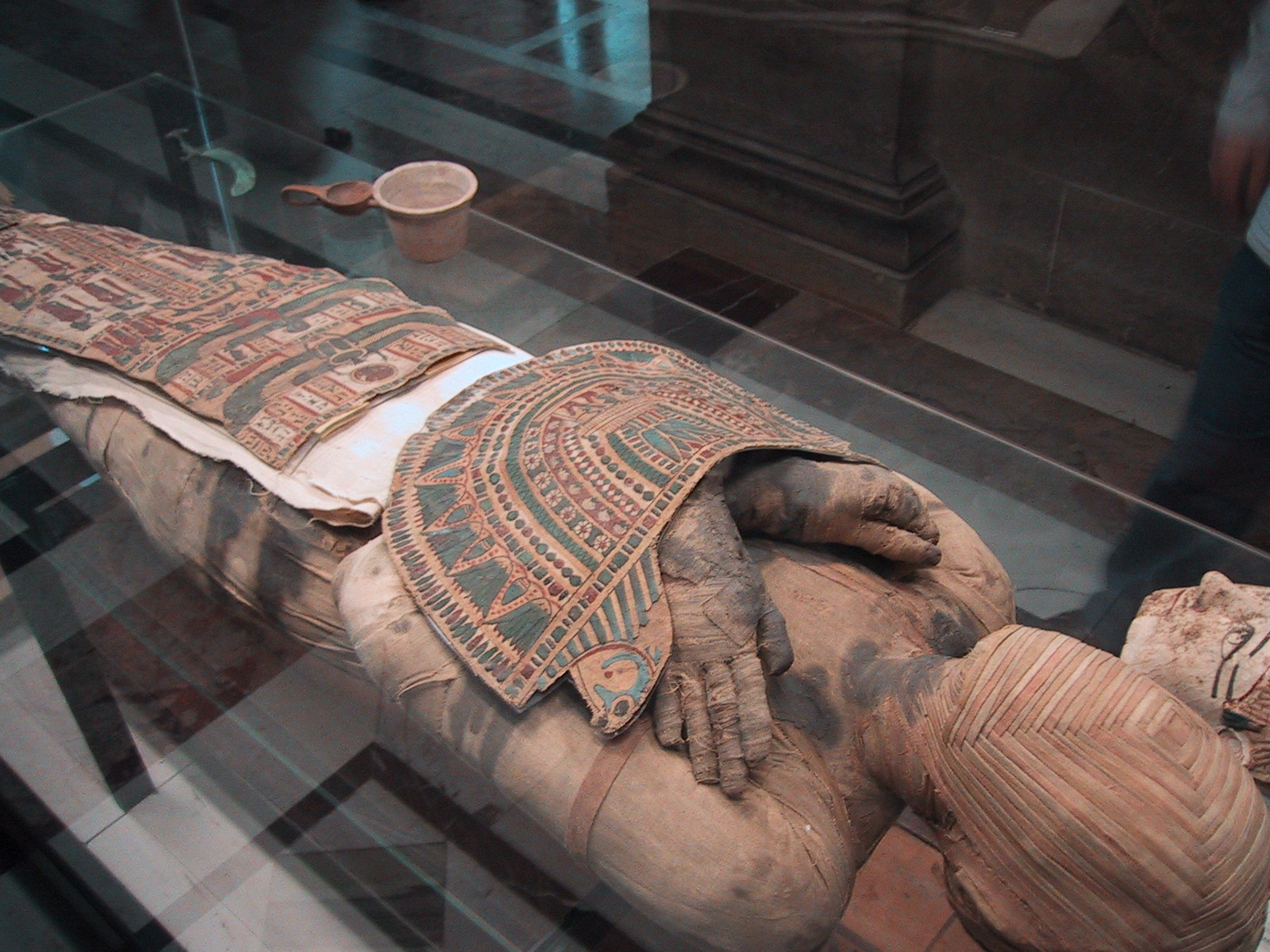
Мумія Птолеміївського періоду III-II століття до н. е., Лувр, Париж